# La duquesa de Alba de negro
El Retrato de la duquesa de Alba de negro es una pintura al óleo sobre lienzo de 210 cm x 148 cm realizado en 1797 por el pintor español Francisco de Goya. Se exhibe en la Sociedad Hispánica de América de Nueva York.
La retratada es la duquesa de Alba recientemente enviudada de don José Álvarez de Toledo, marqués de Villafranca. Luce un traje negro de maja e indica imperiosamente una inscripción sobre la arena a sus pies. Probablemente estuvo de acuerdo en mostrarse con atuendo de estilo plebeyo para mostrarse como "una mujer del pueblo".

## Historia

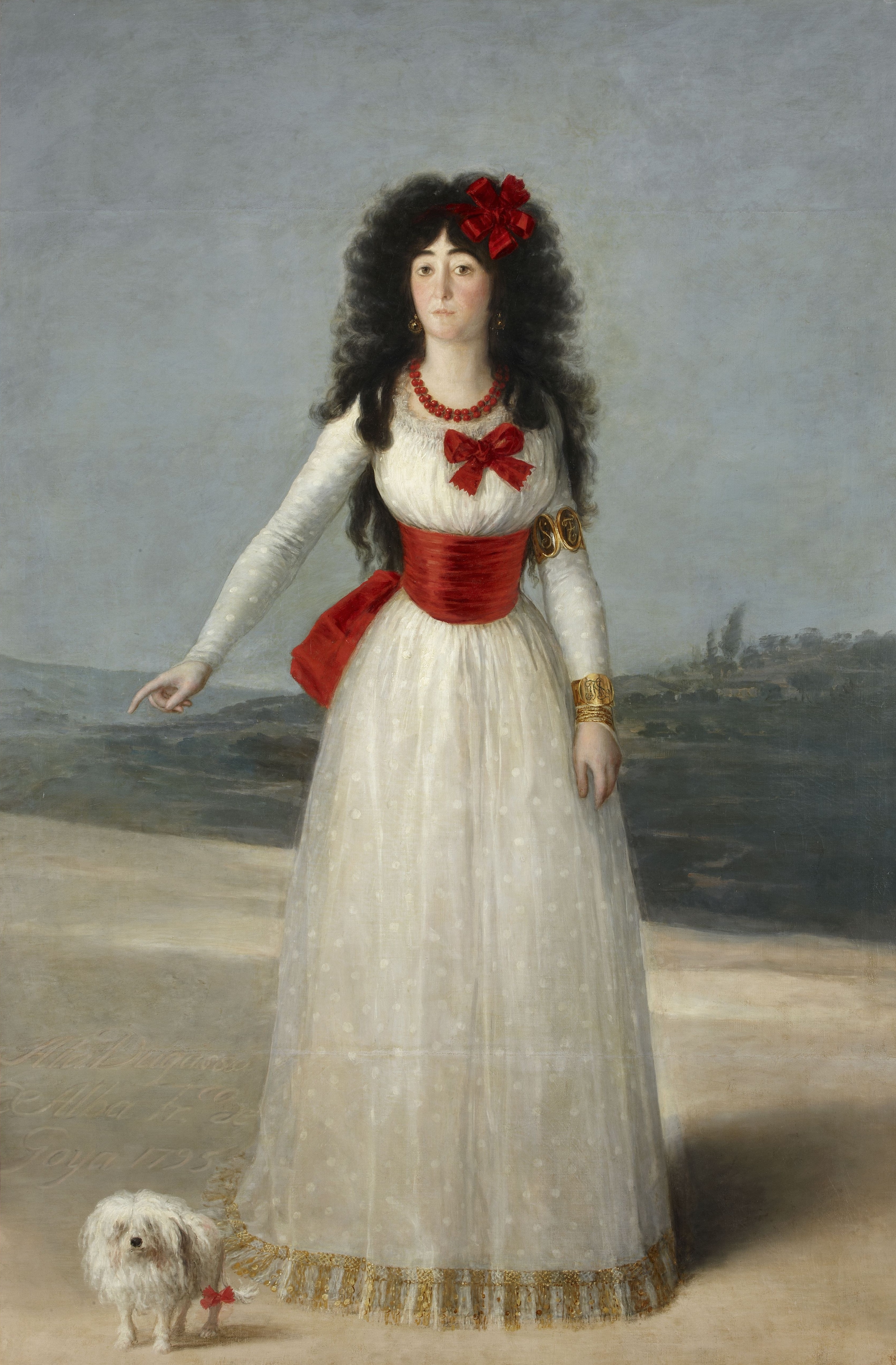
Francisco Goya, La duquesa de Alba de blanco, 1795, óleo sobre lienzo, 194 x 130, Madrid, Colección duque de Alba, Palacio de Liria.

Goya había conocido a la duquesa de Alba en 1795 y le había hecho un primer retrato; en 1797 el duque de Alba, don José Álvarez de Toledo, muere en Sevilla. La esposa, después de los funerales, se retira a la residencia de los duques de Alba en Sanlúcar y allí transcurre el verano junto con Goya.
Quizás son meses de amor, quizás no, nada se ha conservado por escrito, ninguna anécdota o alusión. Pero dibujos sí, bocetos que aunque no la representan directamente, se le parecen, como si Goya pensara mucho en ella. Es el denominado Álbum A de Sanlúcar. Y luego volverá a retratarla: dos años después del primer retrato, de blanco, la duquesa aparece ahora de negro, debido al luto, y al mismo tiempo, en un juego equívoco, vestida de maja, las plebeyas de Madrid.
Goya, extrañamente, no llegará a entregar este cuadro y lo llevará siempre consigo. A la muerte de la esposa, dejará el retrato al hijo Javier. Y cuando la duquesa fallezca al poco tiempo, dejará también ella una renta de 10 reales al día para el mismo Javier. La duquesa aparecerá todavía en los Caprichos: el Capricho 61, Ida para siempre, la retrata flotando en el aire sobre las cabezas de tres brujos-toreros. El rostro es siempre altivo y distante.

## Descripción y estilo
El paisaje está libre de adornos y sirve solo de fondo para la figura majestuosa y altiva, envuelta en una vaporosa mantilla negra como una verdadera maja. La dama, entonces con treinta y cinco años, parece casi arquear la espalda para adelgazar la figura. Más que una verdadera trasgresión – era una moda ya difundida entonces entre la nobleza española – el vestido parece en cambio símbolo de un juego extremo, el disfraz como nueva arma de seducción. La duquesa es retratada erguida bajo un cielo plomizo, ante un río donde se refleja la luz dorada del amanecer, con el pie izquierdo ligeramente adelantado y la mano izquierda apoyada en la cadera. Probablemente se trata del Guadalquivir y sus marismas.
Goya ha dibujado en el dedo corazón un anillo con el chatón grande donde está grabado «Alba». «Solo Goya» está escrito sobre la arena, a poca distancia de los pies de la duquesa (quizás podría borrarlo, si tan solo quisiera). La palabra "solo" se ocultó inicialmente, pero después de una restauración, se reveló de nuevo. Y ella lo apunta con el índice, lo señala, el nombre, ordena leerlo, mientras el rostro, como el de los dioses antiguos, es austeramente inexpresivo.
Si no fueron amantes – se ve la decepción mal disimulada del rechazo en la carta a Zapater en la cual pide al amigo «ayudarlo a pintar a la de Alba» - fue ciertamente su musa, que alimentará pasiones muy fértiles: el verano en Sanlúcar y su absorta felicidad habrían generado tinieblas, en su vida y en la historia de España y de Europa. Dice Pierre Gassier que «todo lo que hasta entonces le había parecido sólido y agradable parece como desintegrarse a su alrededor. Todo esto, junto con el desengaño amoroso, se arremolina en el cerebro de Goya y colma su solitaria sordera de reflejos no bien definidos e indignación».

## Otros proyectos
- Wikimedia Commons contiene immagini o altri file su Ritratto della duchessa de Alba in nero

- Datos: Q655420
- Multimedia: The Duchess of Alba in Mourning Clothes (Goya - Hispanic Society of America) / Q655420